# Officesuite
OfficeSuite é um aplicativo de suíte de escritório multiplataforma desenvolvido pela MobiSystems. Possui versões para Android, iOS e Microsoft Windows e adiciona extensos recursos em PDF em sua compatibilidade com os formatos de arquivo do Microsoft Office usados com mais frequência. O software tem mais de 220 milhões de downloads no Google Play e está entre os principais aplicativos de negócios para Android do mundo.
O OfficeSuite é pré-instalado em dispositivos da Sony, Amazon, Alcatel, Sharp, Toshiba, ZTE, Huawei, Kyocera e muito mais.

## História
O software foi lançado pela primeira vez como um aplicativo móvel no Palm OS em 2004 (incorporando aplicativos MobiSystems mais antigos: Quick Spell, Quick Check e Quick Write), seguido pelo Symbian em 2005.
Até 2009, o OfficeSuite era usado principalmente como leitor. Mais tarde, a MobiSystems recebeu uma solicitação da Sony para o desenvolv
imento de uma solução de escritório baseada no Android, no entanto, o prazo dado foi de apenas 12 semanas. Aparentemente, os desenvolvedores tiveram sucesso e a Sony pré-instalou o OfficeSuite recém-desenvolvido em todos os seus dispositivos Android em 2009.
O software estreou no iOS em 2013 e a primeira versão do cliente de desktop para Windows foi lançada em 2016.
Além da capacidade de conectar-se a qualquer provedor de nuvem como Google Drive, Box, iCloud, OneDrive e mais, o OfficeSuite oferece espaço de armazenamento na nuvem de propriedade da própria MobiSystems: o MobiSystems Drive.
Em 2018, o aplicativo foi um dos poucos selecionados pelo Google para receber o Android Excellence Award.

## Componentes do OfficeSuite
- OfficeSuite Documents - Editor de Texto
- OfficeSuite Mail - Email com calendário
- OfficeSuite Sheets - Editor de Planilhas
- OfficeSuite PDF - Leitor e Editor de PDF
- OfficeSuite Slides - Programa de apresentação

## Categorias de licenças

### Android:[4]
- OfficeSuite Free - atualizável para o OfficeSuite Pro ou *OfficeSuite Personal/Premium
- OfficeSuite Pro Trial - atualizável para o OfficeSuite Pro
- OfficeSuite Pro[5] - atualizável para o *OfficeSuite Personal/Premium

### iOS:[6]
- OfficeSuite Free - atualizável para o OfficeSuite Pro ou *OfficeSuite Personal/Premium
- OfficeSuite Pro - atualizável para o *OfficeSuite Personal/Premium

### Windows[7]:
- OfficeSuite Basic - versão gratuita
- *OfficeSuite Personal
- OfficeSuite Group
- OfficeSuite Business

Estão disponíveis diferentes preços e planos para licenças pessoais, de grupo e comerciais.
- O OfficeSuite Personal/Premium oferece uso em várias plataformas com uma única licença.

## Recursos das versões de software
- OfficeSuite é compatível com arquivos do Microsoft Word, Microsoft Excel, Microsoft PowerPoint e Adobe PDF.[8]
- OfficeSuite Pro é compatível com todos os itens acima e pode imprimir, converter PDF para Word, Excel, ePUB, salvar como PDF e criar arquivos protegidos por senha. Possui uma opção de rastrear alterações.
- OfficeSuite Personal/Premium é compatível com todos os itens acima, mas também pode adicionar fotos da câmera, anotações em PDF, salvar como CSV[desambiguação necessária] e criar formatação condicional no Excel. Ele também apresenta as funcionalidades de plataforma cruzada e permite que os usuários instalem o OfficeSuite em todas as três plataformas (Android, iOS e Windows) usando uma única compra de licença.

O software pode editar e gerenciar os arquivos, bem como formatar fonte, cor, tamanho e estilo do texto, além de outros recursos comuns ao software de suíte de escritório.

## Formatos de arquivo suportados
O OfficeSuite oferece total compatibilidade com os formatos da Microsoft em todas as plataformas. O software também possui suporte adicional para formatos comuns (que podem variar para diferentes plataformas) e um módulo PDF que permite aos usuários abrir, editar e exportar para arquivos PDF, incluindo a digitalização via câmera em PDF.

### OfficeSuite para Android suporta
Abre arquivos: DOC, DOCX, DOCM, XLS, XLSX, XLSM, PPT, PPTX, PPS, PPSX, PPTM, PPSM, RTF, TXT, LOG, CSV, EML, ZIP, ODT, ODS, OD
Salva e Salva Como arquivos: DOC, DOCX, DOCM, XLS, XLSX, XLSM, PPT, PPTX, PPS, PPSX, PPTM, PPSM, RTF, TXT, LOG, CSV, EML, ZIP, ODT, ODS, ODP

### OfficeSuite para iOS suporta
Abre arquivos: DOX, DOTX, DOCM, DOC, TXT, RTF, ODT (parcialmente suportados), XSLX, XLTX, XLSM, XLS, CSV, PDF, PPTX, PPSX, POTX, PPTM, PPSM, POTM, PPT, POT, PPS.
Salva e Salva Como arquivos: DOX, DOTX, DOCM, DOC, TXT, RTF, ODT (parcialmente suportados), XSLX, XLTX, XLSM, XLS, CSV, PDF, PPTX, PPSX, POTX, PPTM, PPSM, POTM, PPT, POT, PPS.

### OfficeSuite para Windows suporta
Abre arquivos: DOX, DOTX, DOCM, DOC, TXT, RTF, ODT (parcialmente suportados), XSLX, XLTX, XLSM, XLS, CSV, PDF, PPTX, PPSX, POTX, PPTM, PPSM, POTM, PPT, POT, PPS.
Salva e Salva Como arquivos: DOCX, DOTX, DOCM, DOC, TXT, RTF, XLSX, XLTX, XLSM, XLS, CSV, PDF, XPS, PPTX, PPSX, POTX, PPTM, PPSM, POTM, PPT, POT, PPS.

## Idiomas

### OfficeSuite para Android
Árabe, bengali, bósnio, búlgaro, catalão, chinês (tradicional), chinês (Hong Kong), chinês (chinês simplificado), chinês (Taiwan), croata, checo, dinamarquês, holandês, inglês, estoniano, finlandês, francês, francês (Canadá), alemão, grego (moderno), hebraico, hindi, húngaro, italiano, japonês, canarês (Índia), coreano, letão, lituano, macedônio, malaio, malaiala (Índia), marata (Índia), norueguês (bokmål), punjabi, persa (farsi), polonês, português (Brasil), português (Portugal), romeno, russo, sérvio, eslovaco, esloveno, espanhol (LATAM), espanhol (Espanha), sueco, tagalo, tâmil (Índia), telugo, tailandês, turco, ucraniano, vietnamita.

### OfficeSuite para IOS
Inglês, francês, alemão, hindi, italiano, japonês, russo, chinês simplificado, espanhol, tailandês

### OfficeSuite para Windows (PC)
Inglês, francês, alemão, hindi, italiano, japonês, russo, chinês simplificado, espanhol, tailandês